# (6239) Minos
(6239) Minos es un asteroide que forma parte de los asteroides Apolo descubierto el 31 de agosto de 1989 por Carolyn Shoemaker y por su esposo que también era astrónomo Eugene Shoemaker desde el Observatorio del Monte Palomar, Estados Unidos.

## Designación y nombre
Designado provisionalmente como 1989 QF. Fue nombrado Minos en homenaje a Minos, hijo de Zeus y Europa. Como rey de Creta, se distinguió la sabiduría con que dictaba las leyes, que perduraron casi durante mil años, y por su sentido de la justicia y la moderación,  aprobado por todos los dioses y griegos. Tras su muerte, fue nombrado juez del inframundo.

## Características orbitales
Minos está situado a una distancia media del Sol de 1,151 ua, pudiendo alejarse hasta 1,626 ua y acercarse hasta ,6762 ua. Su excentricidad es 0,412 y la inclinación orbital 3,942 grados. Emplea 451,270 días en completar una órbita alrededor del Sol.

## Características físicas
La magnitud absoluta de Minos es 18,5. 